# Pola Esperanto-Asocio
La Pola Esperanto-Asocio (PEA, in polacco Polski Związek Esperantystów, PZE) è l'Associazione Polacca di Esperanto, fondata nel 1908 come Pola Esperanto-Societo. L'associazione pubblica la rivista bimestrale "Pola Esperantisto".